# Farmacia

La farmacia es la ciencia de la salud que se ocupa del descubrimiento, producción, control, eliminación y uso seguro y efectivo de medicamentos.

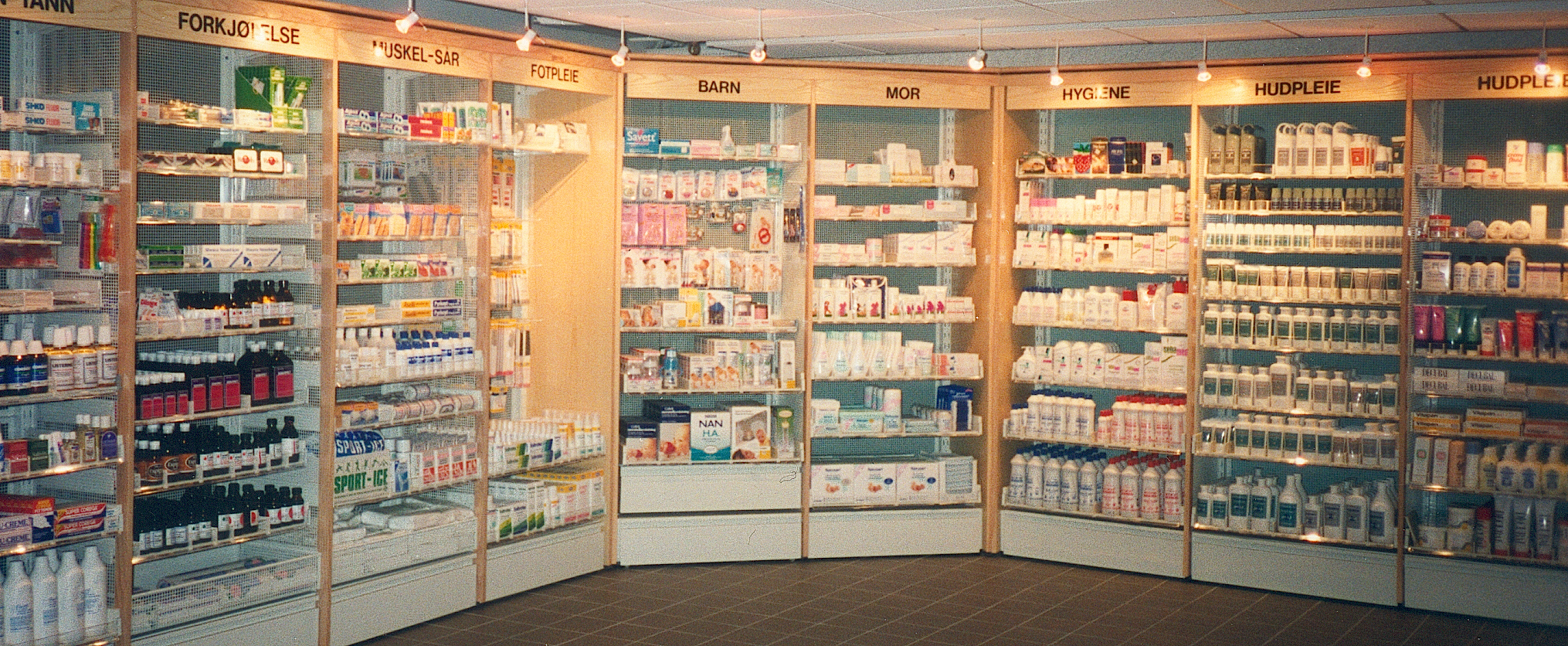
Estanterías de una oficina de farmacia.

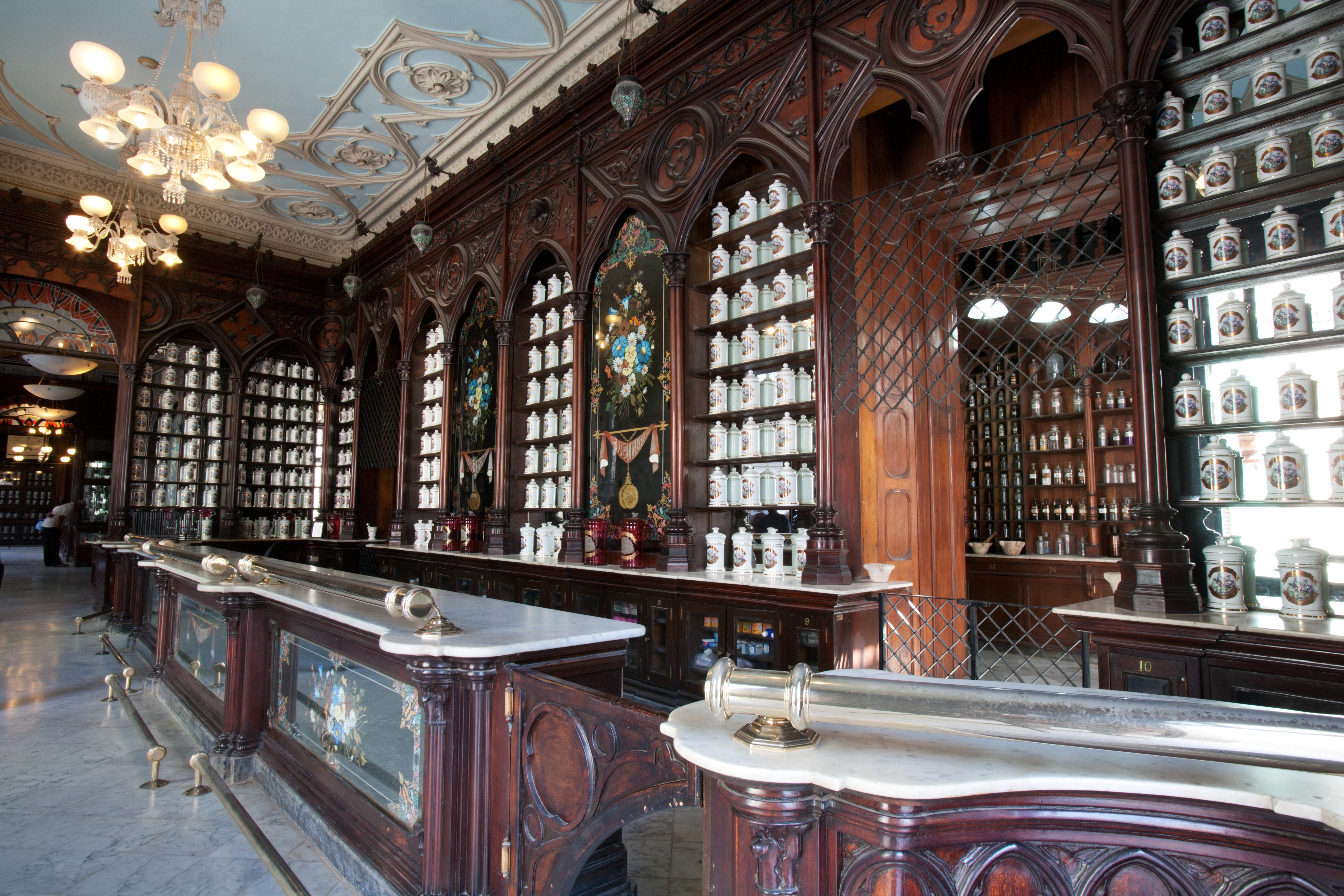
Interior de la antigua Farmacia Sarrá, La Habana, Cuba.

La farmacia (del griego φάρμακον /fármakon/, 'medicamento, veneno, tóxico') es la ciencia y práctica de la preparación, conservación, presentación y dispensación de medicamentos; también es el lugar donde se preparan, dispensan y venden los productos de parafarmacia y medicinales. Esta definición es la más universal y clásica, que se solapa con el concepto de Farmacia Galénica (Galeno fue un médico griego del siglo II, experto en preparar medicamentos).
Antes del siglo XX y principios del mismo, la formulación y preparación de medicamentos se hacía por un solo farmacéutico o con el maestro farmacéutico. A partir del siglo XX, la elaboración de los medicamentos corre a cargo de la moderna industria farmacéutica, si bien siguen siendo farmacéuticos los que coordinan e investigan la formulación y preparación de medicamentos en las grandes empresas farmacéuticas.  
Recientemente se considera también práctica de las farmacias aconsejar al paciente en lo que se refiere a su medicación y asesorar a los médicos u otros profesionales sobre los medicamentos y su utilización (farmacia clínica y atención farmacéutica).
Los farmacéuticos también colaboran en grupos de investigación con los químicos, bioquímicos, biólogos e ingenieros para descubrir y desarrollar compuestos químicos (y biológicos) con valor terapéutico. Además debido a las nuevas regulaciones internacionales en materia de higiene y salud públicas (OMS/ ICH), cada vez con más frecuencia se solicita su consejo en temas de salud pública.
Los farmacéuticos están representados a través de los colegios profesionales y corporaciones farmacéuticas. En España, a través de la Ley de Sanidad, de 28 de noviembre, de 1855.

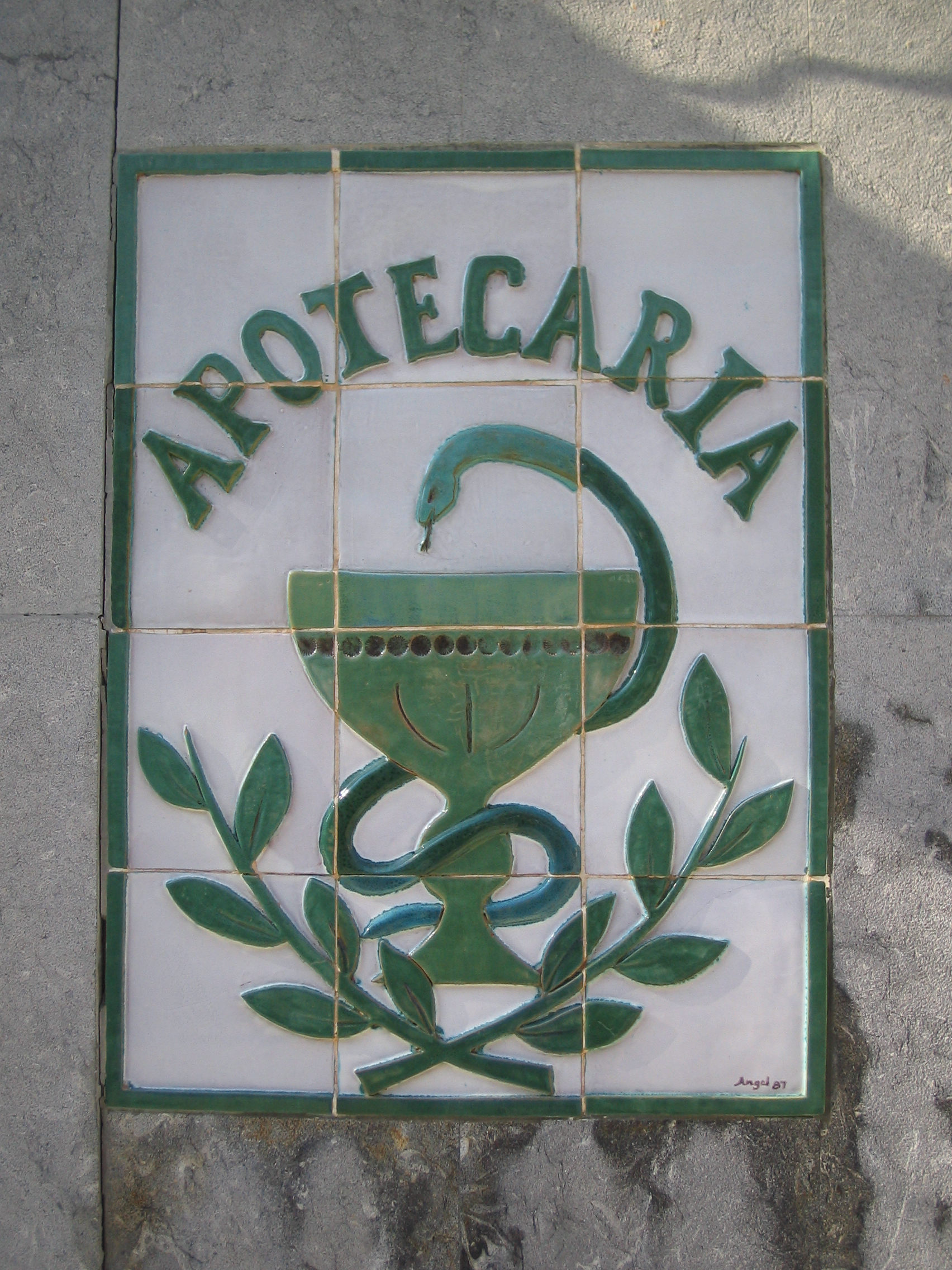
Cartel de una apotecaria hecho con baldosas.

## Historia de la farmacia

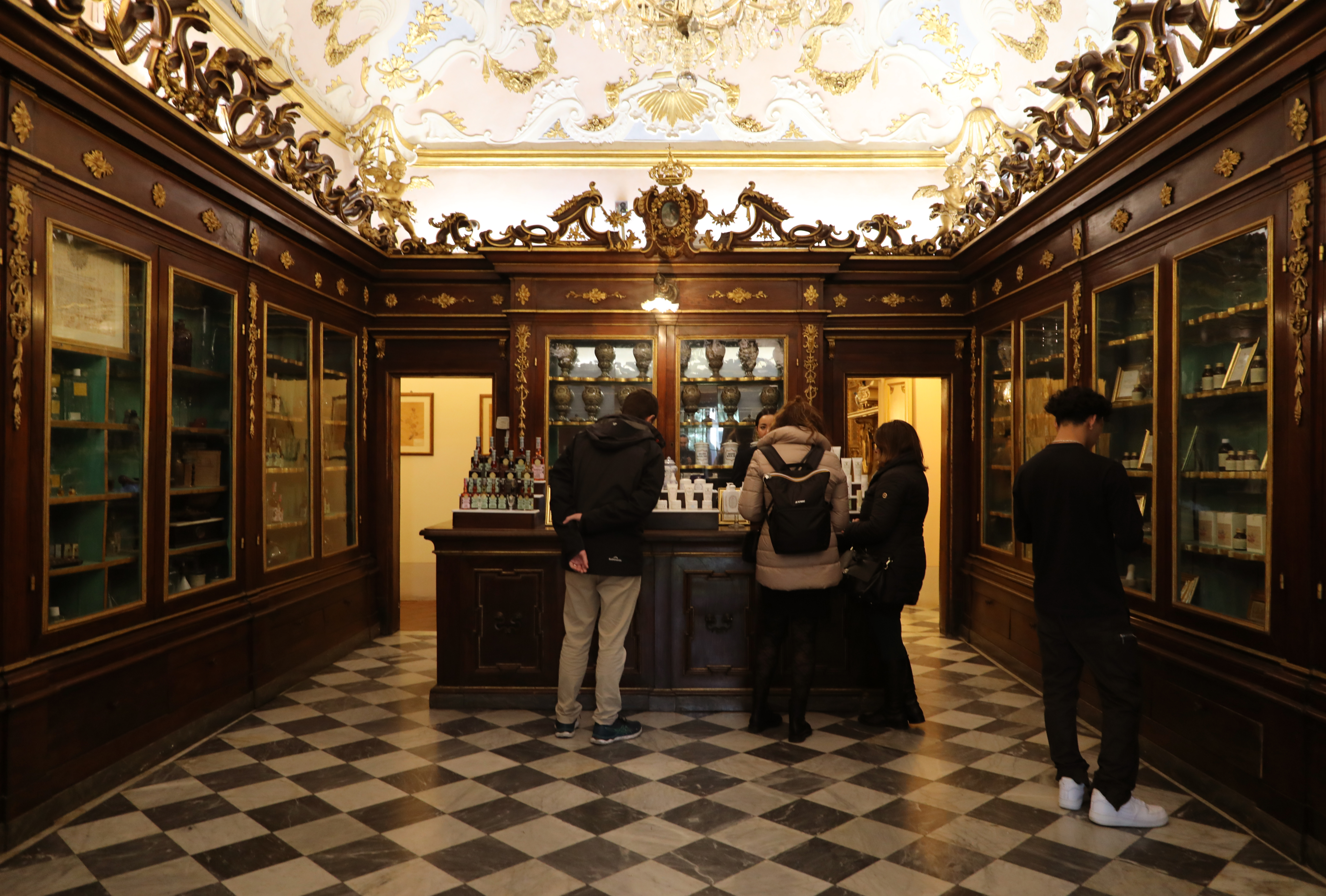
Farmacia de Santa María Novella, la más antigua de Europa.

La historia de la farmacia como ciencia independiente es relativamente joven. Los orígenes de la historiografía farmacéutica se remontan al primer tercio del siglo XIX, que es cuando aparecen las primeras historiografías, que si bien no toca todos los aspectos de la historia farmacéutica, son el punto de partida para el definitivo arranque de esta ciencia.
Hasta el nacimiento de la farmacia como ciencia independiente, existe una evolución histórica, desde la antigüedad clásica hasta nuestros días que marca el curso de esta ciencia, siempre relacionada con la medicina.

## Disciplinas de la farmacia
La farmacia se ha desarrollado a partir de varias ciencias como la química orgánica, la bioquímica, la fisiología, la botánica, la biología celular y la biología molecular. En sus orígenes la práctica médica y la farmacéutica estaban fusionadas. Luego se separaron y divergieron. Actualmente son complementarias, no se entiende una medicina sin farmacia y no tiene sentido una farmacia sin medicina. Así, la farmacia es, en verdad, una reunión de múltiples disciplinas de la ciencia, y se puede dividir en dos ramas principales:
Ciencias Farmacéuticas y Práctica Farmacéutica.
- Ciencias farmacéuticas
  - Farmacología
    - Farmacodinamia
    - Farmacocinética
    - Farmacometría

  - Farmacogenética y Farmacogenómica
  - Toxicología
  - Química farmacéutica
    - Diseño molecular de fármacos
    - Síntesis química de fármacos
    - Análisis farmacéutico

  - Farmacognosia
    - Fitoquímica
    - Etnobotánica farmacéutica o Etnofarmacología

  - Farmacia galénica
    - Biofarmacia y Farmacocinética
- Práctica farmacéutica
  - Atención farmacéutica y farmacia clínica
    - Farmacia hospitalaria
    - Farmacia de atención primaria, sobre todo en Reino Unido y España
    - Farmacia comunitaria u oficinal (oficina de farmacia)
    - Algunas actividades de la Atención farmacéutica y farmacia clínica sobre todo en la práctica hospitalaria y primaria son: (Según la Sociedad Española de Farmacia Hospitalaria)[4]
      - Farmacovigilancia y Farmacoepidemiología
      - Información y evaluación de medicamentos
      - Farmacocinética clínica y Monitorización terapéutica
      - Soporte nutricional (Nutrición parenteral)
      - Preparación y control de mezclas intravenosas
      - Seguimiento farmacoterapéutico
      - Educación sanitaria al paciente

  - Análisis clínicos o Química clínica, sobre todo en Francia y otros países europeos y latinoamericanos, incluido España.
  - Formulación magistral: desarrollo, preparación y control de calidad de formas de dosificación extemporáneas

La farmacología y toxicología, en algunos entornos y quizás por razones históricas, se consideran como ciencias separadas de las ciencias farmacéuticas, en cualquier caso actualmente son básicas en la formación de los graduados en Farmacia. Las facultades de Medicina suelen tener también programas de farmacología en la formación de sus graduados. La farmacología clínica es, en algunos países (USA y Países Bajos son excepciones), una disciplina exclusiva para graduados en Medicina, sin embargo la farmacocinética clínica es una disciplina donde los graduados en Farmacia en algunos casos han contribuido a la misma de forma importante en términos académicos y en su aplicación industrial y en otros supone una parte de la práctica habitual de la Farmacia Hospitalaria.
En los últimos años también se habla del uso de terapia génica como otra forma de remedio contra muchas nuevas enfermedades por lo cual también cobra interés entre los farmacéuticos todo lo relacionado con la biotecnología farmacéutica.

## Botica
La botica es el lugar o establecimiento donde un farmacéutico ejerce la farmacia comunitaria o proporciona servicio sanitario a un paciente ofreciéndole consejo, dispensándole medicamentos fruto de este consejo o por receta del médico y otros productos de parafarmacia como productos de cosmética, alimentos especiales, productos de higiene personal, ortopedia, etc. Popularmente a la oficina de farmacia se le suele llamar simplemente farmacia y tradicionalmente se le llama botica. Una oficina de farmacia puede albergar un laboratorio de análisis clínicos o uno de elaboración de productos medicinales mediante las fórmulas magistrales o preparados oficinales.
En España, las oficinas de farmacia las regula cada comunidad autónoma a través de Leyes de Ordenación Farmacéutica. En ellas se establecen los requisitos que deben cumplir los locales donde se pueden abrir las farmacias, el precio de las licencias y concesiones de farmacia, así como otros aspectos como la distancia entre boticas, con lo que se pretende mantener la libre competencia. 

### Personal de oficina de farmacia
La oficina de farmacia es el lugar donde el farmacéutico comunitario desenvuelve su labor profesional. Las oficinas de farmacia pueden ser propiedad de un farmacéutico, o en algunos países propiedad de una cadena de farmacias o empresarios. En cualquier caso, en una oficina de farmacia siempre ha de haber un farmacéutico titulado en todo momento, bien titular o empleado. En cuestión de categorías, en España la ley distingue entre farmacéuticos:
- Titulares
- adjuntos
- sustitutos
- regentes.

Mientras que por farmacéutico adjunto se entiende que trabaja «conjuntamente»  con el o los farmacéuticos propietarios o regentes, en el caso de los sustitutos se entiende que actúan «en vez de». En España el número de farmacéuticos adjuntos necesarios está regulado por las comunidades autónomas y varía de unas a otras.
Pero en la farmacia también se encuentra personal auxiliar, que ayuda al farmacéutico en la dispensación y recepción de pedidos. Poco a poco se van introduciendo los técnicos en farmacia.

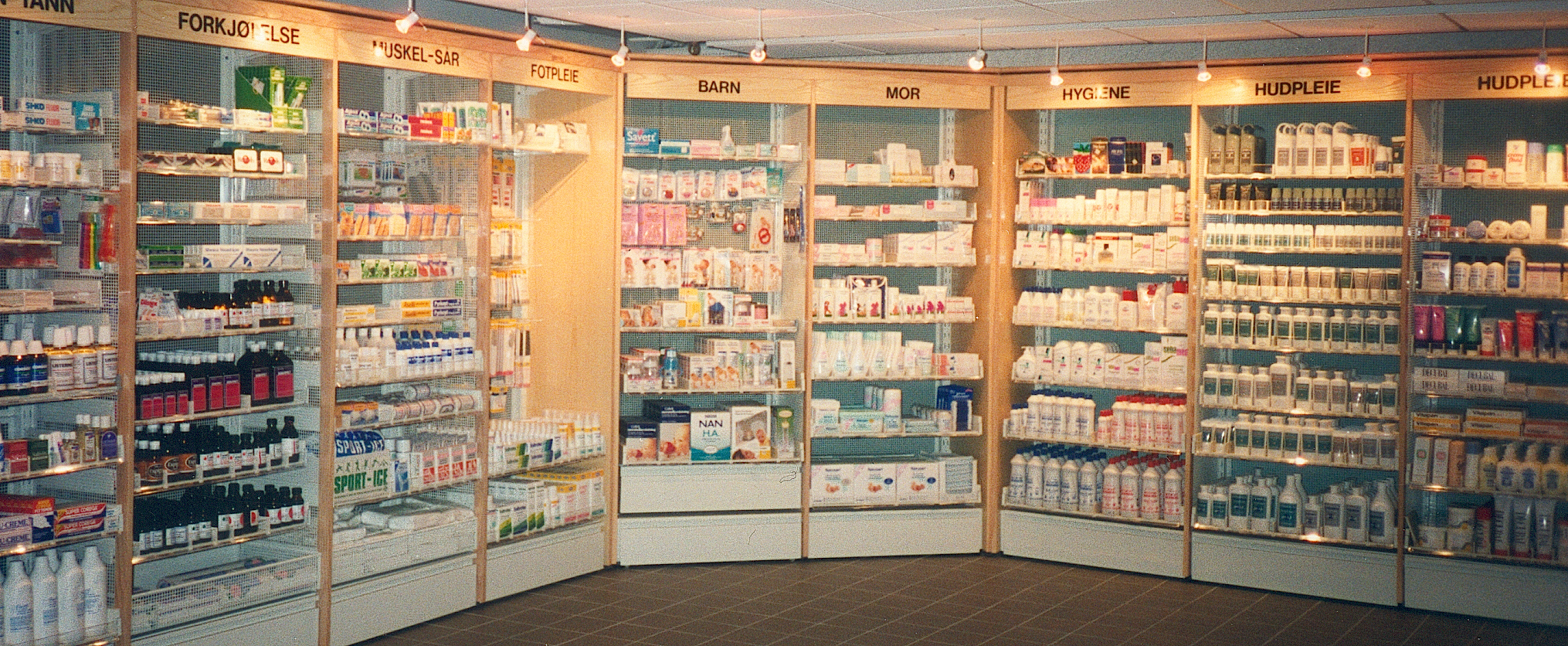
Estanterías de una oficina de farmacia.

El personal cumple las siguientes funciones:
- Diligenciar y controlar los productos.
- Facturación e información en establecimientos de farmacia.
- Dispensar medicamentos y productos de parafarmacia.
- Informar a los clientes sobre su utilización.
- Determinar parámetros anatómico-fisiológicos sencillos y fomentar hábitos saludables en los clientes.
- Elaborar preparados medicamentosos, dietéticos y cosméticos, bajo protocolos establecidos y supervisión del facultativo.
- Realizar análisis clínicos elementales y normalizados, bajo la supervisión del facultativo.

En Latinoamérica la farmacia no puede existir sin el químico farmacéutico, quien debe preparar medicamentos, controlar y supervisar la dispensación de medicamentos, no siempre atiende público, el que atiende público es un idóneo o técnico en farmacia.
Pero en la actualidad la mayoría de los medicamentos son preparados masivamente en una fábrica, aplicando la tecnología más sofisticada como tanques, mezcladores y más instalaciones industriales para elaborar enormes lotes de distintas formas farmacéuticas, sin mencionar el uso de sistemas de control de calidad y de administración que permitan fabricarlos en serie, de la mejor calidad y económicamente viables.

### Labor de concienciación sanitaria y medioambiental del farmacéutico
Las farmacias españolas suelen contar con contenedores específicos, denominados Puntos SIGRE, en los que los ciudadanos pueden depositar los envases vacíos y los restos de medicamentos, bien al finalizar un tratamiento o cada vez que se revise el botiquín para retirar aquellos que estén caducados, en mal estado de conservación o ya no se necesiten.
De esta manera, el farmacéutico desempeña una importante labor de asesoramiento con los pacientes en todo lo referente al correcto cierre del ciclo de vida de los medicamentos, aconsejando sobre la adecuada manera de desprenderse de los mismos, sin dañar al medio ambiente y evitando la automedicación incontrolada. Así mismo, mediante la custodia del contenedor, también garantiza que los restos de medicamentos o envases depositados en el Punto SIGRE no puedan ser extraídos ni manipulados, con el consiguiente riesgo que esto entrañaría.

### Simbología farmacéutica
La farmacia está representada por muchos símbolos. Los más comunes en Argentina, España y Francia son la Copa de Higía, la cruz griega verde o la cruz pateada, este último especialmente en los luminosos de las oficinas de farmacia. También existen otros como el mortero y la maza, el carácter de receta, ℞(recipere), medidas cónicas, caduceos, Vara de Esculapio o una A roja gótica y estilizada en el caso de Alemania. La A proviene de Apotheke, vocablo germano de Farmacia. 
En Chile se utiliza habitualmente el símbolo Rx (Recipe) o Rp, que es la traducción latina, para encabezar las recetas; ambos corresponden con la expresión latina de la entrega del producto curativo.

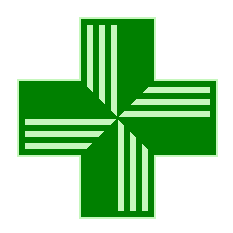
Cruz griega verde
Mortero y pistilo
Símbolo de receta Símbolo de Recipe (Recibe; Tómese) en Recetas de Chile
"A" estilizada roja alemana
Vara de Esculapio, también usada en la farmacia
Cruz de Malta

## Servicios de farmacia hospitalaria
Los servicios de farmacia hospitalaria, en España, son, por ley, servicios generales clínicos. Sus funciones fueron descritas por la legislación. Jerárquicamente suelen depender de la dirección médica del hospital al igual que los servicios de análisis clínicos, Microbiología o Medicina Nuclear entre otros. En resumen, son responsables de la adquisición, conservación, dispensación y elaboración de medicamentos así como de la selección y evaluación de medicamentos, la información farmacoterapéutica, las actividades de farmacocinética clínica, de farmacovigilancia, el control de productos en fase de investigación clínica y la realización de estudios de utilización de medicamentos. Son responsables de coordinar las comisiones de farmacia y terapéutica de los hospitales y de elaborar y mantener las guías o formularios farmacoterapéuticos. Es decir, cumplen funciones de gestión, logísticas, y clínicas tanto con fines asistenciales, docentes como de investigación.
Recientemente destaca su involucración en el seguimiento y control de tratamientos farmacológicos tanto de pacientes hospitalizados como ambulatorios (atención farmacéutica y farmacia clínica), la elaboración y control de preparaciones parenterales (agentes antineoplásicos, antibióticos y nutrición parenteral) y la automatización de los procesos de dispensación individualizada de los medicamentos a los pacientes ingresados (distribución en dosis unitarias).

### Personal de los servicios de farmacia hospitalaria
Para trabajar en los servicios de farmacia hospitalaria, en España y en muchos países europeos, se exige al licenciado en farmacia además un postgrado que es el título de especialista en farmacia hospitalaria. Este título oficial se consigue superando una prueba nacional de selección para elegir hospital y cuatro años de residencia remunerada (es conocido como el FIR, farmacéutico interno residente). Durante los cuatro años de residencia el farmacéutico adquiere todos los conocimientos y habilidades para ejercer la especialidad. En España el sistema MIR-FIR surgió como adaptación del sistema americano de formación de médicos en los años 60-70 y uno de los hospitales pioneros fue el Hospital Marqués de Valdecilla de Santander. Hoy en día nadie duda de las bondades de dicho sistema de formación por la calidad y excelencia de la misma.
Existen farmacéuticos especialistas en farmacia hospitalaria que además han conseguido diplomas acreditativos de superespecializaciones en Oncología farmacéutica, Farmacocinética clínica, Farmacoeconomía, Farmacoepidemiología y Nutrición Parenteral y Enteral (no oficiales en España pero avalados por instituciones académicas norteamericanas y españolas). Además, muchos farmacéuticos especialistas trabajan a tiempo completo en actividades como farmacocinética clínica, atención farmacéutica en distintas especialidades médicas, seguimiento nutricional, información y documentación farmacoterapéutica, farmacovigilancia y farmacoepidemiología, y educación e información a pacientes ambulatorios entre otras.
En un servicio de farmacia de un hospital de nivel terciario de unas 600 camas, típicamente hay unos 5-6 farmacéuticos especialistas y unos 4-8 farmacéuticos residentes. Además, suele haber estudiantes de 5.º de farmacia realizando su estancia de prácticas tuteladas. Aparte de técnicos y/o enfermeros y personal auxiliar. En algunos grandes hospitales (más de 1500 camas) el número de farmacéuticos especialistas puede ser en torno a 15.

## Clasificación de medicamentos
Los medicamentos constituyen la tecnología médica más utilizada, disponiendo de una gran variedad de estos fabricados por la industria farmacéutica para la terapéutica, prevención y/o rehabilitación, dispuestos para su distribución, almacenamiento, expendio y dispensación en los establecimientos. La clasificación se establece en la Ley General de Salud en los artículos 224 y 226, de acuerdo a su preparación, naturaleza, venta y suministro; y en la Organización Mundial de la Salud (OMS) por su efecto terapéutico.

### Formas de preparación
- Magistrales: Cuando sean preparados conforme a la fórmula prescrita por un médico,

- Oficinales: Cuando la preparación se realice de acuerdo a las reglas de la farmacopea de los Estados Unidos Mexicanos.

- Especialidades farmacéuticas: Cuando sean preparados con fórmulas autorizadas por la Secretaría de Salud, en establecimientos de la industria químico-farmacéutica.

### Por naturaleza
- Alopáticos: Toda substancia o mezcla de substancias de origen natural o sintético que tenga efecto terapéutico, preventivo o rehabilitatorio, que se presente en forma farmacéutica y se identifique como tal por su actividad farmacológica, características físicas, químicas y biológicas, y que se encuentre registrado en la Farmacopea de los Estados Unidos Mexicanos para medicamentos alopáticos.

- Homeopáticos: Toda substancia o mezcla de substancias de origen natural o sintético que tenga efecto terapéutico, preventivo o rehabilitatorio y que sea elaborado de acuerdo con los procedimientos de fabricación descritos en la Farmacopea Homeopática de los Estados Unidos Mexicanos, en las de otros países u otras fuentes de información científica nacional e internacional.

- Herbolarios: Los productos elaborados con material vegetal o algún derivado de este, cuyo ingrediente principal es la parte aérea o subterránea de una planta o extractos y tinturas, así como jugos, resinas, aceites grasos y esenciales, presentados en forma farmacéutica, cuya eficacia terapéutica y seguridad ha sido confirmada científicamente en la literatura nacional o internacional.
- Biotecnológico: toda sustancia que haya sido producida por biotecnología molecular, que tenga efecto terapéutico, preventivo o rehabilitatorio, que se presente en forma farmacéutica, que se identifique como tal por su actividad farmacológica y propiedades físicas, químicas y biológicas (Art. 222 bis).

### Por venta y suministro al público
- Medicamentos que solo pueden adquirirse con receta o permiso especial, expedido por la

Secretaría de Salud.
- Medicamentos que requieren para su adquisición receta médica que deberá retenerse en la farmacia que la surta y ser registrada en los libros de control que al efecto se lleven. El médico tratante podrá prescribir dos presentaciones del mismo producto como máximo, especificando su contenido. Esta prescripción tendrá vigencia de treinta días a partir de la fecha de elaboración de la misma.

- Medicamentos que solamente pueden adquirirse con receta médica que se podrá surtir hasta tres veces, la cual debe sellarse y registrarse cada vez en los libros de control que al efecto se lleven.

Esta prescripción se deberá retener por el establecimiento que la surta en la tercera ocasión; el médico tratante determinará, el número de presentaciones del mismo producto y contenido de las mismas que se puedan adquirir en cada ocasión.
- Medicamentos que para adquirirse requieren receta médica, pero que pueden resurtirse tantas veces como lo indique el médico que prescriba.

- Medicamentos sin receta, amarizados para su venta exclusivamente en farmacias.

- Medicamentos que para adquirirse no requieren receta médica y que pueden expenderse en otros establecimientos que no sean farmacias.

Nota: El registro sanitario para la comercialización de medicamentos solamente puede ser otorgado por la Secretaría de Salud. La clave de registro será única, no se podrá aplicar la misma a dos productos que se diferencien ya sea en su denominación genérica o distintiva o en su formulación. El titular de un registro, no tendrá la posesión de dos registros que ostenten el mismo fármaco, forma farmacéutica o formulación.
Los elementos que constituyen la clave de registro son: un número consecutivo asignado por la autoridad sanitaria, la sigla que indica el tipo de medicamento, M para alopático, P para herbolario
Y para homeopático, el año en que fue autorizado y las siglas SSA.
Las etiquetas de los medicamentos indican además de lo anterior la fracción a la cual pertenecen, como se muestra en el siguiente ejemplo:
Reg. No.0310M2009 SSA IV.